# مخيم السمارة للاجئين
مخيم السمارة للاجئين هو أحد مخيمات اللاجئين الصحراويين الواقعة في ولاية تندوف جنوب غرب الجزائر. بحسب إحصائيات المفوضية السامية للأمم المتحدة لشؤون اللاجئين والهلال الأحمر الجزائري، يبلغ عدد سكان المخيم حوالي 39 ألف لاجئ صحراوي.  قوبلت محاولات إجراء تعداد سكاني دقيق بالمقاومة من جانب الحكومة المغربية.
تم تسمية مخيم اللاجئين على اسم مدينة السمارة في الصحراء الغربية التي تقع على بعد حوالي 30 ميلاً (50 كم) من تندوف.
بعد زيارته لمخيم السمارة للاجئين، تحدث الأمين العام للأمم المتحدة بان كي مون عن "مأساة إنسانية" وقال إن العالم "يجب أن يتحرك" لمساعدة الشعب الصحراوي. رفض انتقادات المغرب لتصريحاته بشأن الصحراء الغربية، وتعهد بالدفع نحو اتخاذ إجراءات لتعزيز جهود السلام.

## شخصيات بارزة
نجلاء محمد الأمين ولدت لاجئة وهي تعيش في مخيم السمارة. افتتحت مركز توثيق المسار، وفي عام 2023 تم إدراجها ضمن قائمة بي بي سي 100 امرأة لهذا العام لدورها في توفير التعليم للنساء والأطفال.